# اصطناع عضوي

التخليق أو الاصطناع العضوي عملية الحصول على مركبات كيميائية عن طريق عمليات كيميائية. المركبات العضوية يمكن أن تحتوي على مستويات عالية من التعقيد مقارنة بالمركبات اللاعضوية، لذا فعملية الاصطناع العضوي أصبحت واحدة من أهم نواحي وحقول الكيمياء العضوية. يشمل الاصطناع العضوي حقلين أساسيين ضمن المساحة الأساسية للتصنيع العضوي : اصطناع كامل والمنهجية.

## اقرأ أيضاً
- اصطناع جزئي
- اصطناع كامل

## وصلات خارجية
- https://web.archive.org/web/20070927231356/http://www.webreactions.net/search.html
- https://www.organic-chemistry.org/synthesis/